# Absolutismo na Espanha
Consolidado no contexto da Guerra de Sucessão (1702 – 1714), o absolutismo espanhol é o fenômeno histórico de construção do estado da Espanha. Segundo esse fenômeno, o rei era o representante de Deus na Terra: aquele que defendia, por em cima das particularidades, a Igreja, a Nação, a Arte, a Lei e o Estado.
Contudo, e devido às amplas diferenças existentes (desde Galiza, Catalunha, País Valenciano até as Ilhas Baleares e ultramar), esse processo de centralização do poder, nas mãos dos reis de Castela, não só não unificou os múltiplos e diferentes territórios hispânicos como, principalmente, trouxe consequências cruciais para a história dos mesmos.

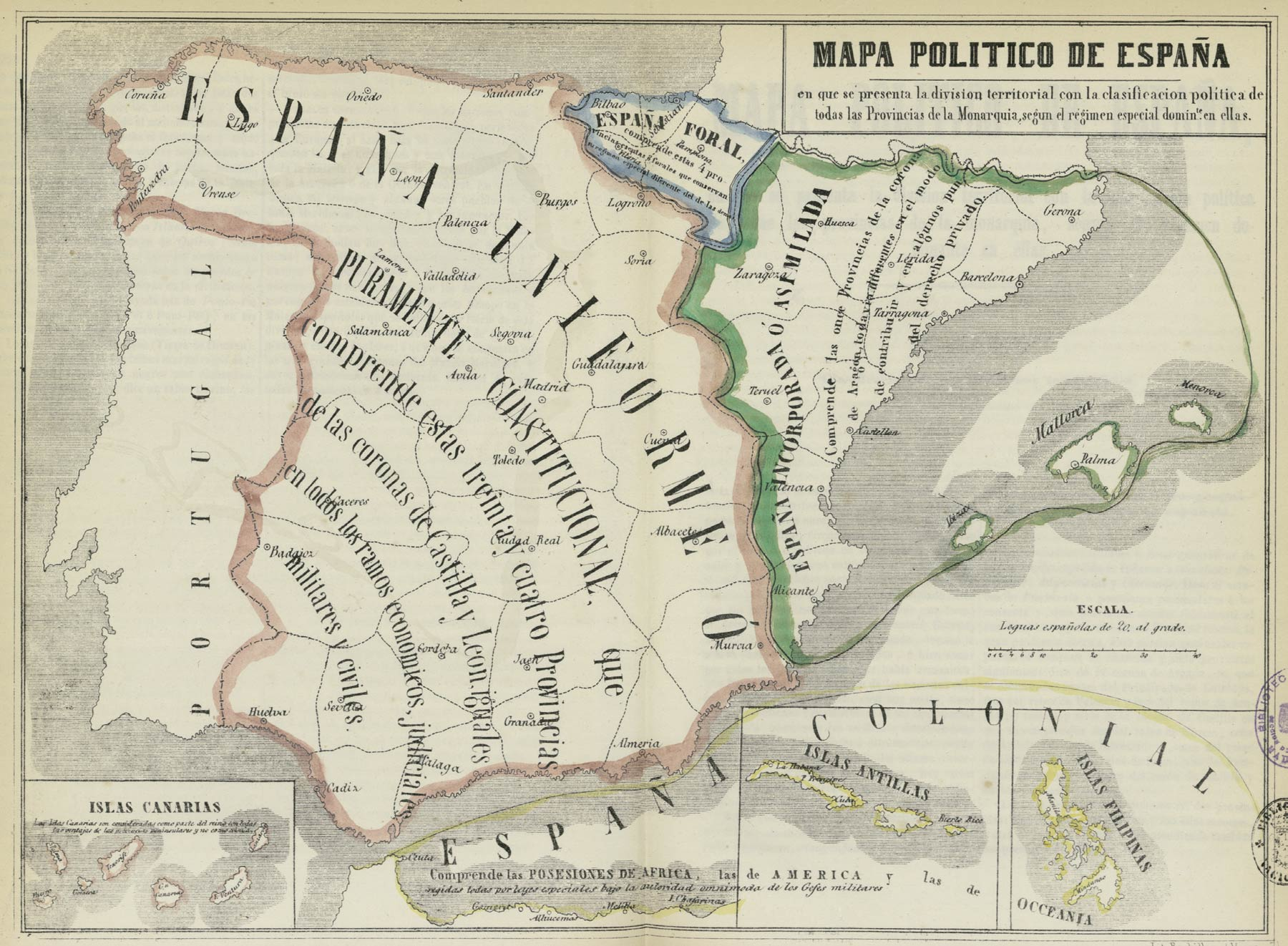
Mapa político da Espanha (1850)

## Antecedentes
O pensamento absolutista espanhol fundamenta-se na época das migrações bárbaras, quando surge a ideia de construir uma monarquia peninsular hereditária. Assim, em 560, Leovigildo criava a primeira entidade política independente da Península Ibérica, o Reino Visigótico, que seria interrompido devido à chegada da contribuição islâmica.

## Os reis de Castela

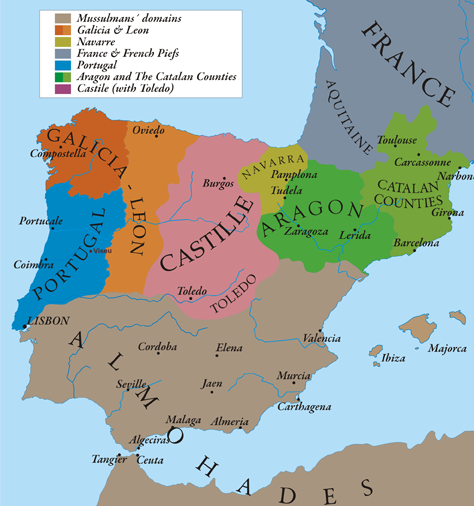
Mapa político da Península Ibérica (1210)

Durante o reinado de Afonso III de Astúria-Leão (866 – 910), a ideia de construção da monarquia peninsular hereditária, com capital em Toledo, era reabilitada. No entanto, o passo decisivo foi realizado no reinado de Afonso VII de Leão-Castela (1126 – 1157), quando se exigiu a vassalagem cristã dos reinos de Portugal, Navarra e Aragão e muçulmana das taifas de Saragoça, Valência, Dênia e Múrcia, através da proclamação do rex et imperator totius Hispaniae. Segundo Afonso X de Castela, era sua mãe que dava para o afonso a uniformidade de religião e educação, nos moldes propostos por Isidoro de Sevilha. Ainda, os Trastâmaras investiram nas alianças matrimoniais com os reinos de Portugal, Leão, Navarra, Aragão, Granada e com os condados catalães e asiáticos.

## Recursos facilitadores
Finalmente, chegaram os Habsburgo, e o absolutismo castelhano conheceu o seu auge através:

Mapa político da Coroa de Castela (1400)

- dos pactos de política matrimonial dinástica e de influência; especialmente com o reino de Aragão,
- do volume de territórios integrados na Península Ibérica, especialmente o Principado da Catalunha – que que tinha saída para o mar Mediterrâneo, os reinos de Granada, Navarra, Nápoles, o ducado de Milão, o condado da Borgonha e os Países Baixos – que eram dinâmicos; assim como o volume de territórios colonizados no Novo Mundo,
- da superabundância do tesouro conseguida através da força política e militar da aristocracia fundiária, dos metais preciosos do Novo Mundo e da economia da lã,
- da mudança da capital para Madrid e
- das ordens de Calatrava, Alcântara e Santiago.

Contudo, o reino Castela ainda era instável: as Cortes reuniam-se em assembleia esporadicamente e não possuíam jurisdição; assim como a nobreza e o clero gozavam de imunidade fiscal.

## Dificuldades encontradas

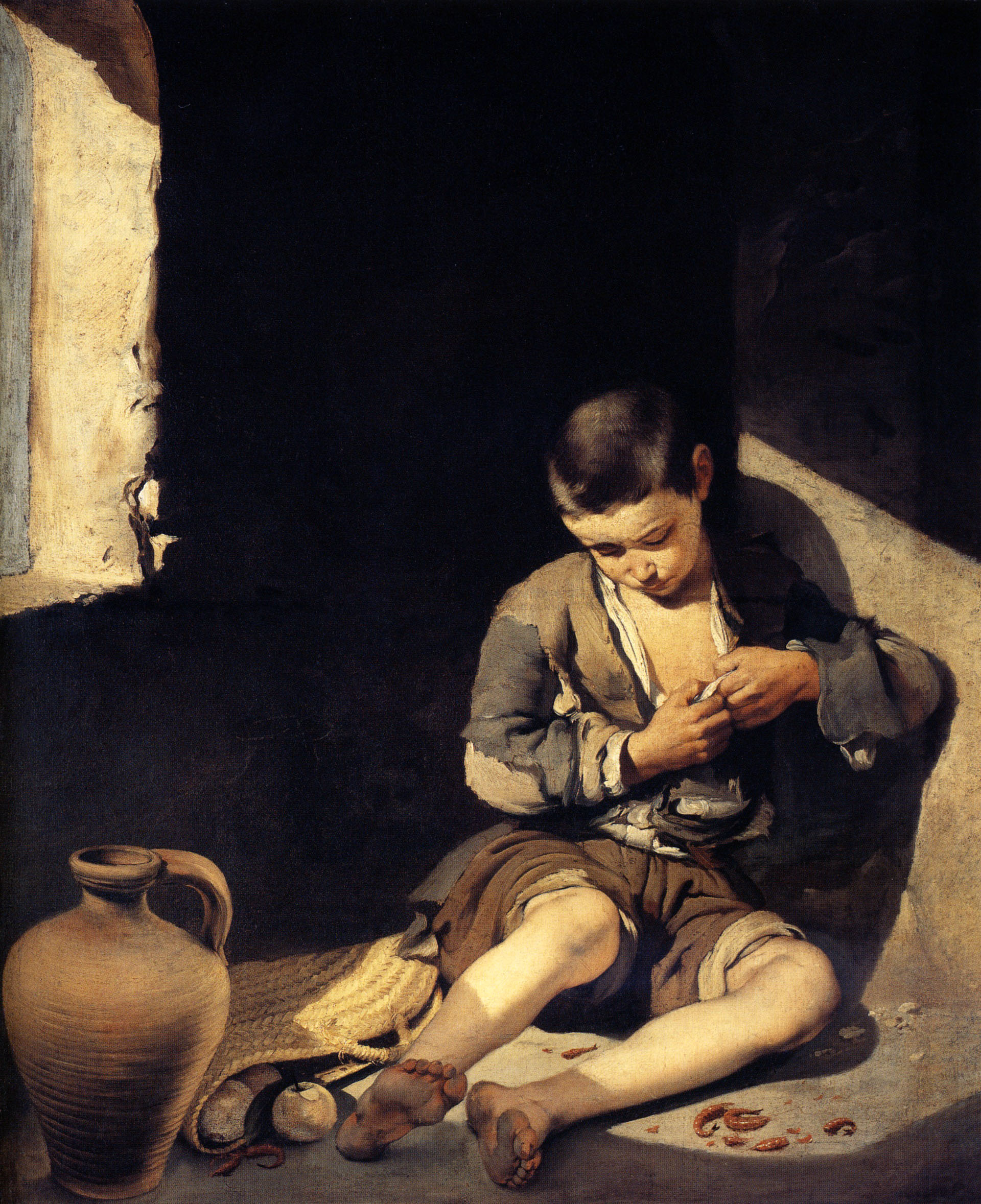
Le jeune mendiant (1645-1650), de Murillo.
----
Obra inspirada na miséria das ruas de Sevilha durante o Século de ouro.

### Aragão
A aristocracia fundiária de Aragão encontrava-se sobre campos de cultivo estéreis onde os servos e os campesinos moriscos escravizados mal sobreviviam.

### Catalunha
A tradição mercantil da Catalunha no mar Mediterrâneo, havia sido substituída pela debilidade econômica devido à longa depressão dos campos de cultivo, às epidemias, às pestes, às bancarrotas comerciais, à concorrência com os genoveses, às revoltas dos pequenos comerciantes, das corporações de oficio e dos campesinos, e uma guerra civil (1462-1472), entre outros.

### Valência
A aristocracia fundiária de Valência explorava o campesinato morisco e expandia a atividade mercantil. Valência possuía uma estrutura política complexa: cada província contava com as suas próprias Cortes, assim como as suas próprias instituições, jurisdições e clero.

## Medidas adotadas
Como o complexo sistema de liberdades não-castelhanas dificultava a construção de um Estado, foi necessária a implantação de um programa de reorganização:

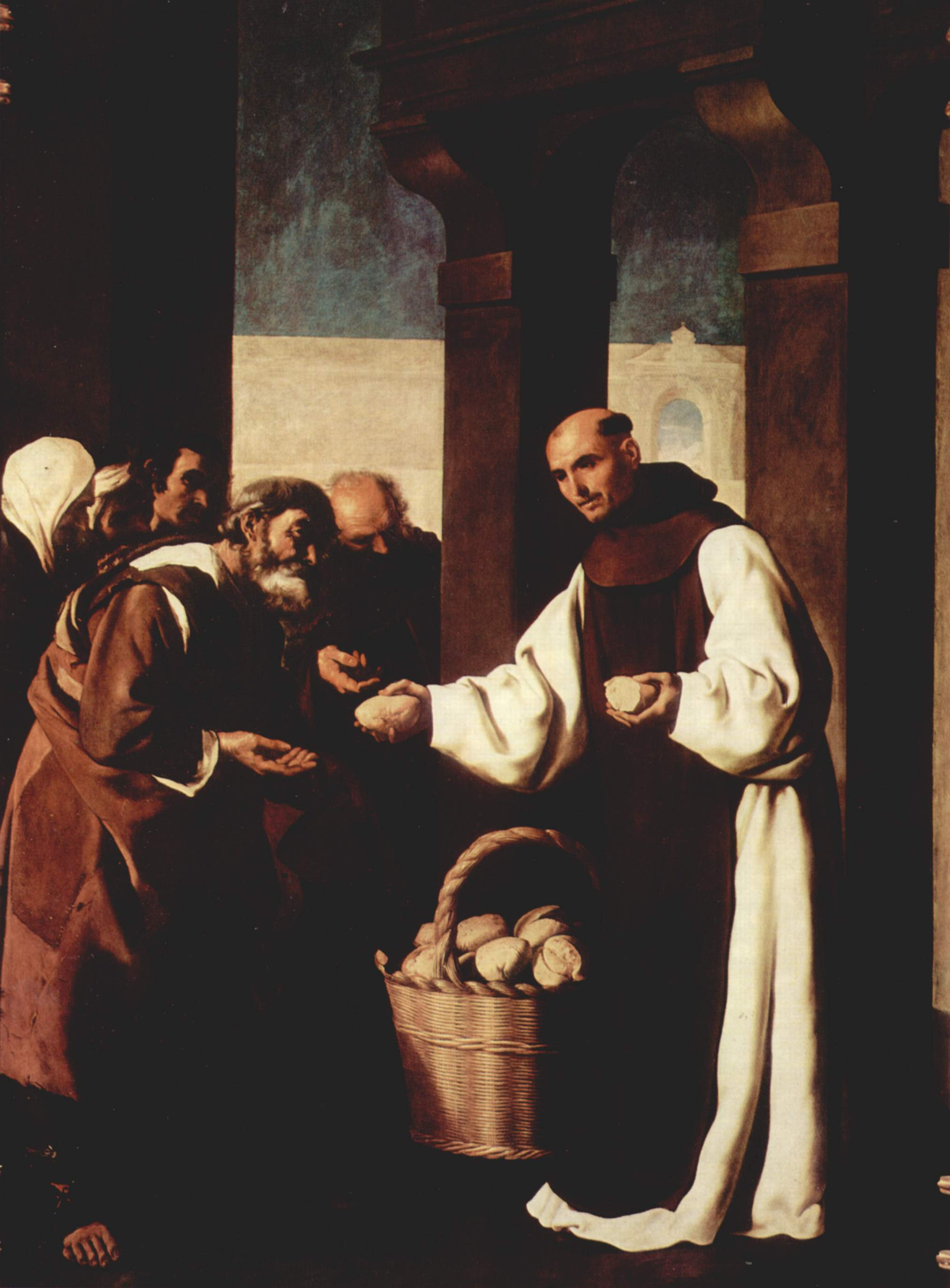
La caridad de fray Martín de Biscaya, de Zurbarán.
----
Religioso jerônimo repartindo comida aos pobres: um exemplo de "heroi da caridade".

- decapitação dos membros das ordens militares e anexação de suas propriedades,
- demolição de castelos, exílio de aristocratas fundiários e proibição de guerras particulares,
- supressão das autonomias municipais, implantação de corregedores oficiais e expansão da justiça real,
- conquista dos benefícios eclesiásticos,
- omissão da nobreza, do clero e consequente dominação das Cortes,
- aumento das arrecadações fiscais,
- exclusão das influências e consequente reforma do Conselho Real,
- nacionalização e modernização da máquina do Estado,
- reserva das altas posições militares e diplomáticas aos novos magnatas, ou antigos cavaleiros,[6] e transformação da pequena nobreza em corregedores e
- imobilização da propriedade rural, privilégio da atividade pastoril, desestimulação do cultivo de cereais e estimulação da indústria.[5]

## Resultado das medidas
Como não se conseguiu nem um Estado unificado, nem uma moeda única, nem um único sistema fiscal, nem um único sistema legislativo: a Inquisição servia como o aparelho ideológico que compensava a divisão e dispersão dos territórios.

## Os Bourbon
Com a Guerra de Sucessão (1702 – 1714), consolidam-se tanto o pensamento visigodo, de uma monarquia peninsular hereditária, como o pensamento castelhano, de uma propriedade histórica e intelectual da Península Ibérica. Através da vitória de Castela e a consequente assinatura do Tratado de Utrecht, Castela passa a denominar-se Espanha. Uma vez efetivamente perdidas as liberdades, o reinado de Felipe de Espanha (1713 – 1724  e 1724 – 1746) abolia todo e qualquer outro direito público e instituição que não fosse espanhola através do Decreto de Nova Planta (ex. as Cortes Catalãs, o primeiro parlamento co-legislador da Europa, fundado em 1283).

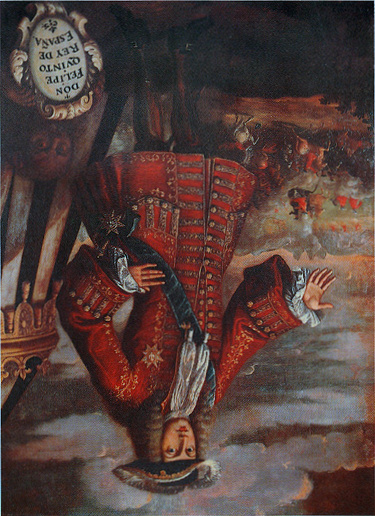
----
Famoso retrato pendurado, por razões históricas, de cabeça para baixo no museu de Xàtiva.
----
Vitorioso na Guerra de Sucessão (1702 - 1714), Filipe V torna-se o primeiro rei da Espanha.

## Cronologia da denominação Espanha
- Na época das influências gregas arcaicas, o vocábulo Ibéria denominava exclusivamente a localização geográfica da Península Ibérica.
- Na época do mundo romano, o vocábulo Hispânia (em latim: Hispania), além de denominar exclusivamente a localização geográfica da Península Ibérica, denominava, também, unidades administrativas (ex. Hispânia Citerior, Hispânia Ulterior e, posteriormente, Diocese das Hispânias).
- Na época das migrações bárbaras, Leovigildo iniciava a primeira entidade política independente da Hispânia, o Reino Visigótico: pensamento que seria sucessivamente reabilitado.
- Na época da contribuição islâmica, o vocábulo Hispânia denominava tanto a localização geográfica da Península Ibérica como o território controlado pelos muçulmanos.
- Na época das migrações cristãs, o vocábulo Hispânia ou a expressão Marca Hispânica denominava uma fronteira do império Carolíngio, sem constituir nenhuma unidade administrativa.
- Na época da Restauração da Independência de Portugal (1668), os reis de Castela continuavam a utilizar insistentemente a denominação Hispânia, de forma que Portugal manifestou-se contrário.
- A partir do contexto da Guerra de Sucessão (1702 – 1714), e como Portugal já não se considera uma das Hispânias, Castela autodenomina-se Espanha.